# Liste der Biografien/Schee
Liste der Biografien |
Portal Biografien |
Personensuche
# |
A |
B |
C |
D |
E |
F |
G |
H |
I |
J |
K |
L |
M |
N |
O |
P |
Q |
R |
S |
T |
U |
V |
W |
X |
Y |
Z |
?
 
Sa |
Sb |
Sc |
Sd |
Se |
Sf |
Sg |
Sh |
Si |
Sj |
Sk |
Sl |
Sm |
Sn |
So |
Sp |
Sq |
Sr |
Ss |
St |
Su |
Sv |
Sw |
Sy |
Sz
 
Sca–Sce |
Sch |
Sci–Scz
 
Scha |
Schc |
Schd |
Sche |
Schg |
Schi |
Schj |
Schk |
Schl |
Schm |
Schn |
Scho |
Schp |
Schr |
Schs |
Scht |
Schu |
Schv |
Schw |
Schy
 
Scheb |
Schec |
Sched |
Schee |
Schef |
Scheg |
Scheh |
Schei |
Schej |
Schek |
Schel |
Schem |
Schen |
Schep |
Scher |
Sches |
Schet |
Scheu |
Schev |
Schew |
Schex |
Schey
Die Liste der Biografien führt alle Personen auf, die in der deutschsprachigen Wikipedia einen Artikel haben. Dieses ist eine Teilliste mit 203 Einträgen von Personen, deren Namen mit den Buchstaben „Schee“ beginnt.

## Schee

### Scheeb
- Scheeben, Heribert Christian (1890–1968), deutscher Kirchenhistoriker
- Scheeben, Mathias Joseph (1835–1888), deutscher katholischer Theologe

### Scheed
- Scheed, Norbert (1962–2014), österreichischer Politiker (SPÖ), Landtagsabgeordneter

### Scheef
- Scheef, Adolf (1874–1944), deutscher Politiker (FP, FVP, DDP), MdR
- Scheeffer, Ludwig (1859–1885), deutscher Mathematiker und Hochschullehrer

### Scheel
- Scheel von Plessen, Christian Ludwig (1676–1752), Geheimer Rat im dänischen Konseil
- Scheel, Burkard II. († 1474), Zisterzienserabt
- Scheel, Carsten (* 1972), deutscher Basketballspieler
- Scheel, Christine (* 1956), deutsche Politikerin (Bündnis 90/Die Grünen)
- Scheel, Cornelia (* 1963), deutsche Unternehmerin und LGBT-AktivistinCornelia Scheel (* 1963)

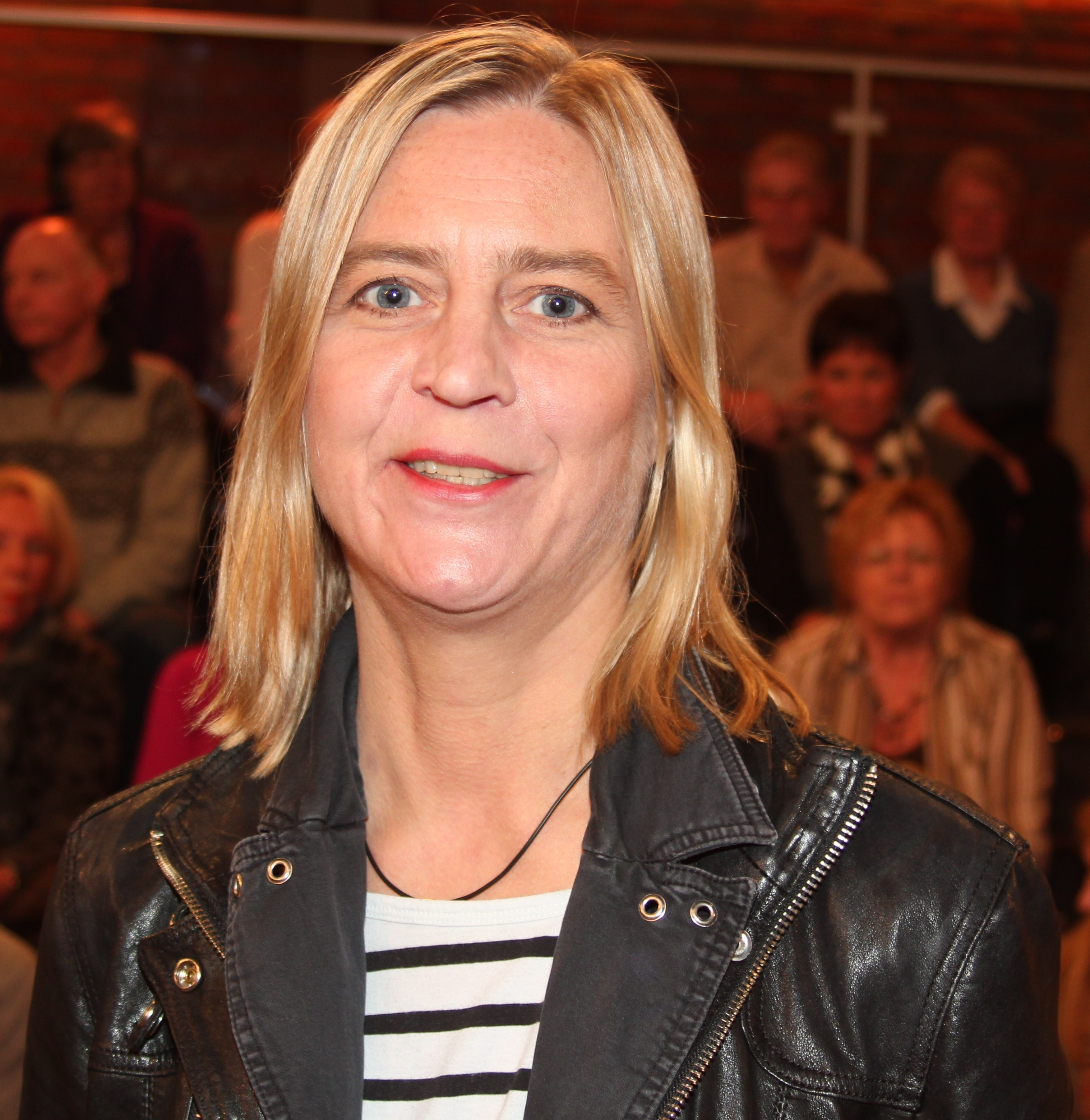
Cornelia Scheel (* 1963)

- Scheel, Dierk (1950–2022), deutscher Biochemiker und Molekularbiologe
- Scheel, Ellen-Cathrine (* 1968), norwegische Fußballspielerin
- Scheel, Emil (1886–1968), deutscher Jurist
- Scheel, Erica von (1881–1966), deutsche Künstlerin und Designerin
- Scheel, Ernst (1903–1986), deutscher Fotograf
- Scheel, Florus (1864–1936), österreichischer Maler und Restaurator
- Scheel, Fritz (1852–1907), deutsch-amerikanischer Dirigent
- Scheel, Günter (1924–2011), deutscher Historiker und Archivar
- Scheel, Gustav Adolf (1907–1979), deutscher Politiker (NSDAP), MdR, NS-Studentenführer, Gauleiter der NSDAPGustav Adolf Scheel (1907–1979)

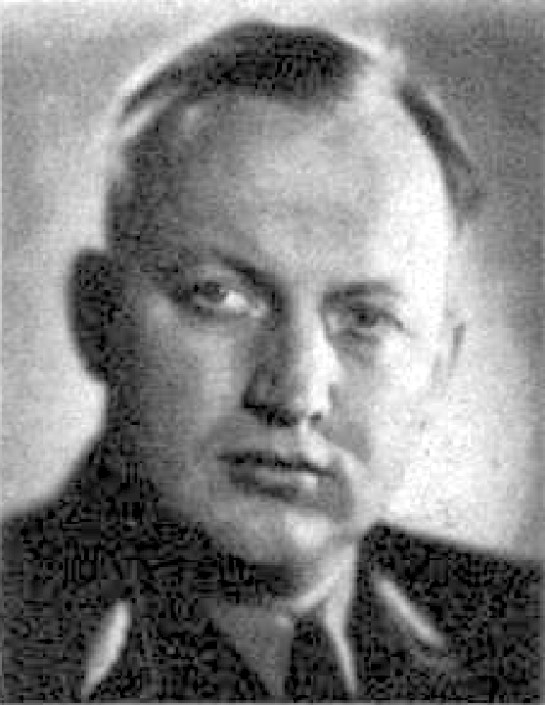
Gustav Adolf Scheel (1907–1979)

- Scheel, Hans Ludwig (1918–2007), deutscher Literaturwissenschaftler, Romanist
- Scheel, Hans von (1839–1901), deutscher Nationalökonom und Statistiker
- Scheel, Hans-Joachim (1923–1999), deutsch-kanadischer Architekt
- Scheel, Hans-Joachim (1933–2015), deutscher Motorradrennfahrer und Arzt
- Scheel, Harald, deutscher Sprachwissenschaftler
- Scheel, Heinrich (1915–1996), deutscher Historiker
- Scheel, Heinrich Carl (1829–1909), deutscher Architekt
- Scheel, Heinrich Otto von (1745–1808), preußischer Generalmajor
- Scheel, Heinz (* 1952), deutscher Autor und Gestaltungskünstler
- Scheel, Helmuth (1895–1967), deutscher Orientalist
- Scheel, Horst D. (* 1950), deutscher Schauspieler und Casting Director
- Scheel, Joachim (1531–1606), schwedischer Reichsadmiral deutscher Herkunft
- Scheel, Jürgen Erich (1737–1795), dänischer Premierminister, Träger des Elefanten-Ordens und Landdrost der Herrschaft Pinneberg
- Scheel, Karl (1866–1936), deutscher Physiker
- Scheel, Käthe (1911–1995), deutsche Sprachforscherin
- Scheel, Kurt (1948–2018), deutscher Journalist
- Scheel, Luca (* 2002), deutsche Fußballspielerin
- Scheel, Margarete (1881–1969), deutsche Bildhauerin und Keramikerin
- Scheel, Marianne (1902–2002), deutsche Kinderbuchillustratorin und -autorin
- Scheel, Martin (* 1960), Schweizer Bergsteiger, Pionier des Sportkletterns und professioneller Gleitschirmflieger
- Scheel, Max von (1862–1936), sächsischer Generalmajor
- Scheel, Mildred (1931–1985), deutsche Ärztin, Gattin von Walter Scheel, Gründerin der Deutschen KrebshilfeMildred Scheel (1931–1985)

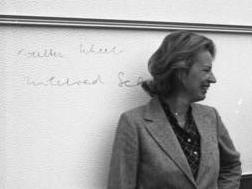
Mildred Scheel (1931–1985)

- Scheel, Otto (1876–1954), deutscher evangelischer Theologe, Landeshistoriker und Hochschullehrer
- Scheel, Paul Friedrich (1883–1959), deutscher Orthopäde und Hochschullehrer in Rostock
- Scheel, Roland (* 1982), deutscher Skandinavist
- Scheel, Sebastian († 1554), Maler in Innsbruck
- Scheel, Sebastian (* 1975), deutscher Politiker (parteilos, Die Linke), Senator von Berlin
- Scheel, Tabea (* 1975), deutsche Psychologin
- Scheel, Tommy (* 1980), deutscher TV-Journalist, Schauspieler und Moderator
- Scheel, Udo (* 1940), deutscher Künstler
- Scheel, Ulrike, deutsche Tanz- und Bewegungslehrerin sowie Theater- und Fernsehschauspielerin
- Scheel, Walter (1919–2016), deutscher Politiker (FDP), MdL, MdB, MdEP, deutscher Bundespräsident (1974–1979)Walter Scheel (1919–2016)

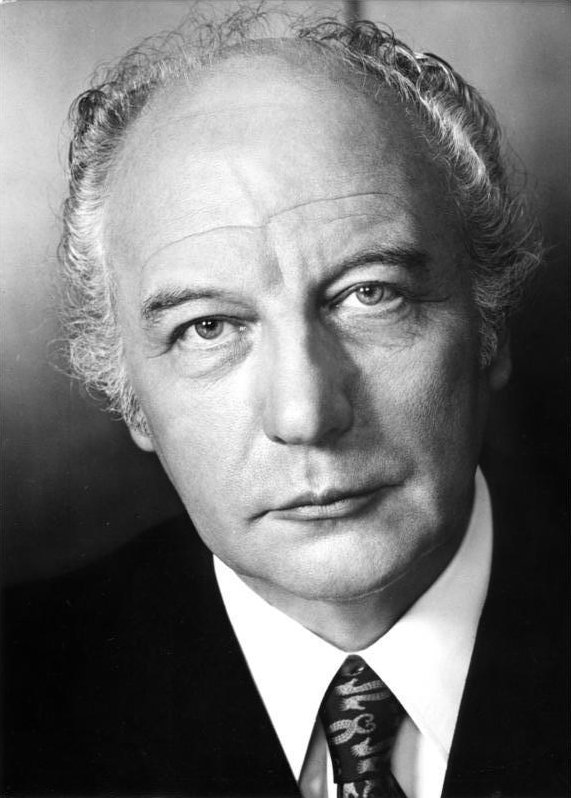
Walter Scheel (1919–2016)

- Scheel, Willy (1869–1929), deutscher Pädagoge, Philologe und Schulbuchautor
- Scheel-Plessen, Carl Gabriel von (1845–1932), deutscher Rittergutsbesitzer, Hofbeamter und Parlamentarier
- Scheel-Plessen, Carl von (1811–1892), deutscher Politiker
- Scheel-Plessen, Wulff (1809–1876), holsteinischer Rittergutsbesitzer, dänischer Diplomat und Politiker
- Scheelar, Earl (1929–2023), US-amerikanischer Jazzmusiker (Klarinette, Kornett)
- Scheele, Adolf (1808–1864), deutscher Botaniker und Theologe
- Scheele, Andreas († 1677), deutscher Goldschmied und Münzmeister
- Scheele, Audrey Käthe von (* 2000), deutsche Schauspielerin
- Scheele, Brigitte (* 1942), deutsche Psychologin
- Scheele, Carl Wilhelm (1742–1786), deutsch-schwedischer Chemiker und Apotheker
- Scheele, Claus (* 1943), deutscher bildender Künstler
- Scheele, Detlef (* 1956), deutscher Politiker (SPD), Senator in Hamburg, Vorstandsvorsitzender der Bundesagentur für ArbeitDetlef Scheele (* 1956)

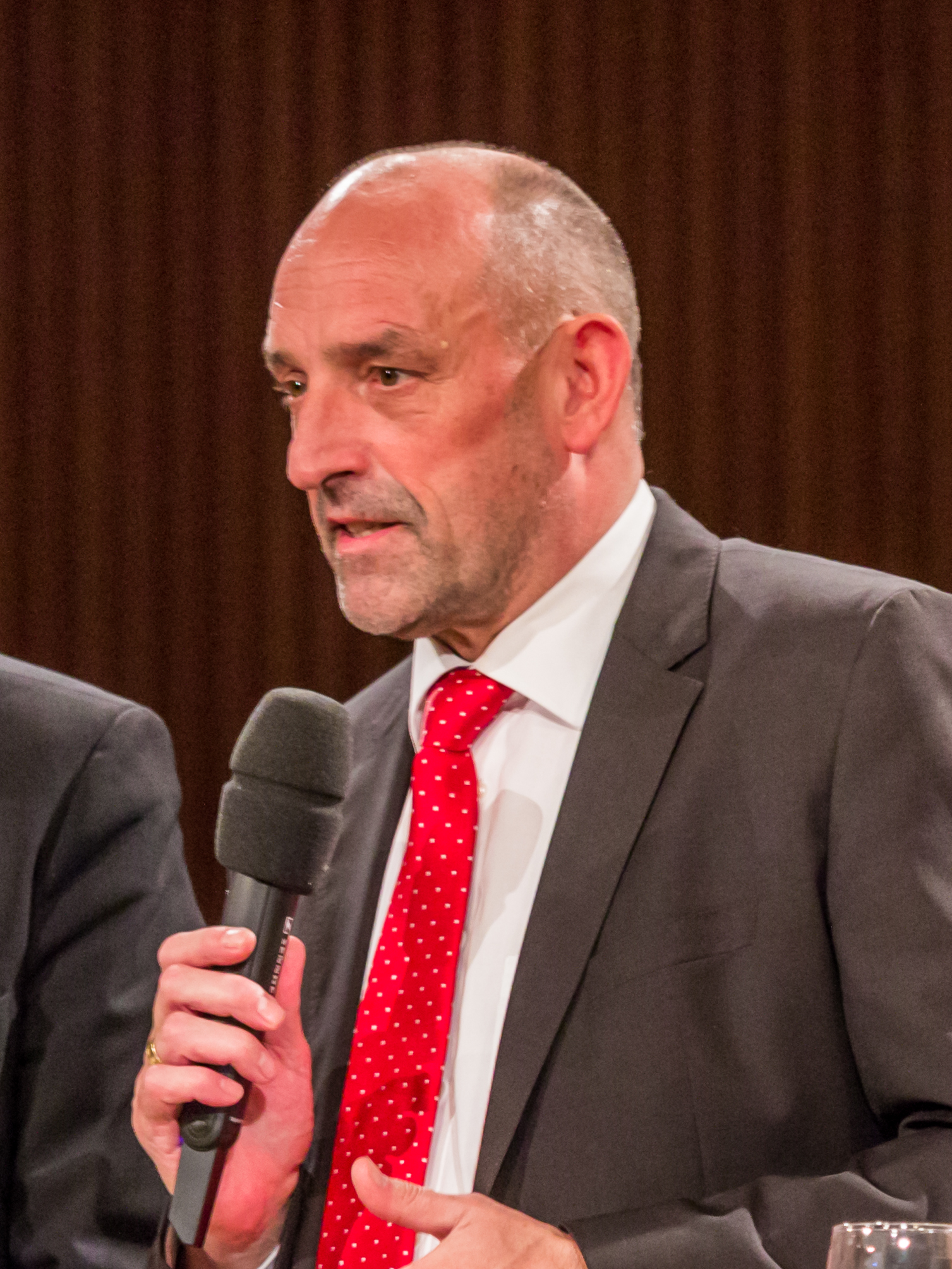
Detlef Scheele (* 1956)

- Scheele, Friedrich August (1776–1852), deutscher evangelischer Pfarrer
- Scheele, Günter (1905–1982), deutscher Sportpädagoge
- Scheele, Gustav von (1844–1925), deutscher Verwaltungsbeamter
- Scheele, Hans (1908–1941), deutscher Leichtathlet
- Scheele, Hans-Karl von (1892–1955), deutscher General der Infanterie im Zweiten Weltkrieg
- Scheele, Heike (* 1958), Bühnen- und Kostümbildnerin
- Scheele, Heinrich, deutscher Unternehmer, Pionier des deutschen Elektrofahrzeugbaus
- Scheele, Heinrich († 1622), Abt des Klosters Riddagshausen
- Scheele, Heinrich (1825–1882), deutscher Reichsgerichtsrat
- Scheele, Heinrich (* 1889), deutscher Politiker (CSVD), MdL
- Scheele, Herbert (1905–1981), englischer Badmintonfunktionär, -spieler und -autor
- Scheele, Hildegard (1898–1966), deutsche Kunstmalerin und Restauratorin
- Scheele, Hugo (1881–1960), deutscher Maler, Grafiker und Schriftsteller
- Scheele, Johann Daniel Victor von (1705–1774), kurhannoverscher Generalleutnant
- Scheele, Jürgen (* 1946), deutscher Jazzmusiker (Trompete, Flügelhorn, Komposition)
- Scheele, Karin (* 1968), österreichische Politikerin (SPÖ), Landtagsabgeordnete, MdEP
- Scheele, Karl (1810–1871), deutscher evangelisch-lutherischer Theologe und Lehrer
- Scheele, Karl (1884–1966), deutscher Chirurg und Hochschullehrer
- Scheele, Kurt (1905–1944), deutscher Maler der abstrakten Kunst
- Scheele, Lucy Ella von (* 2002), deutsche Schauspielerin
- Scheele, Ludwig Nicolaus von (1796–1874), deutsch-dänischer Jurist und Politiker
- Scheele, Meta (1904–1942), deutsche Schriftstellerin und Historikerin
- Scheele, Michael (* 1948), deutscher Rechtsanwalt
- Scheele, Paul-Werner (1928–2019), deutscher römisch-katholischer Geistlicher, Bischof von WürzburgPaul-Werner Scheele (1928–2019)

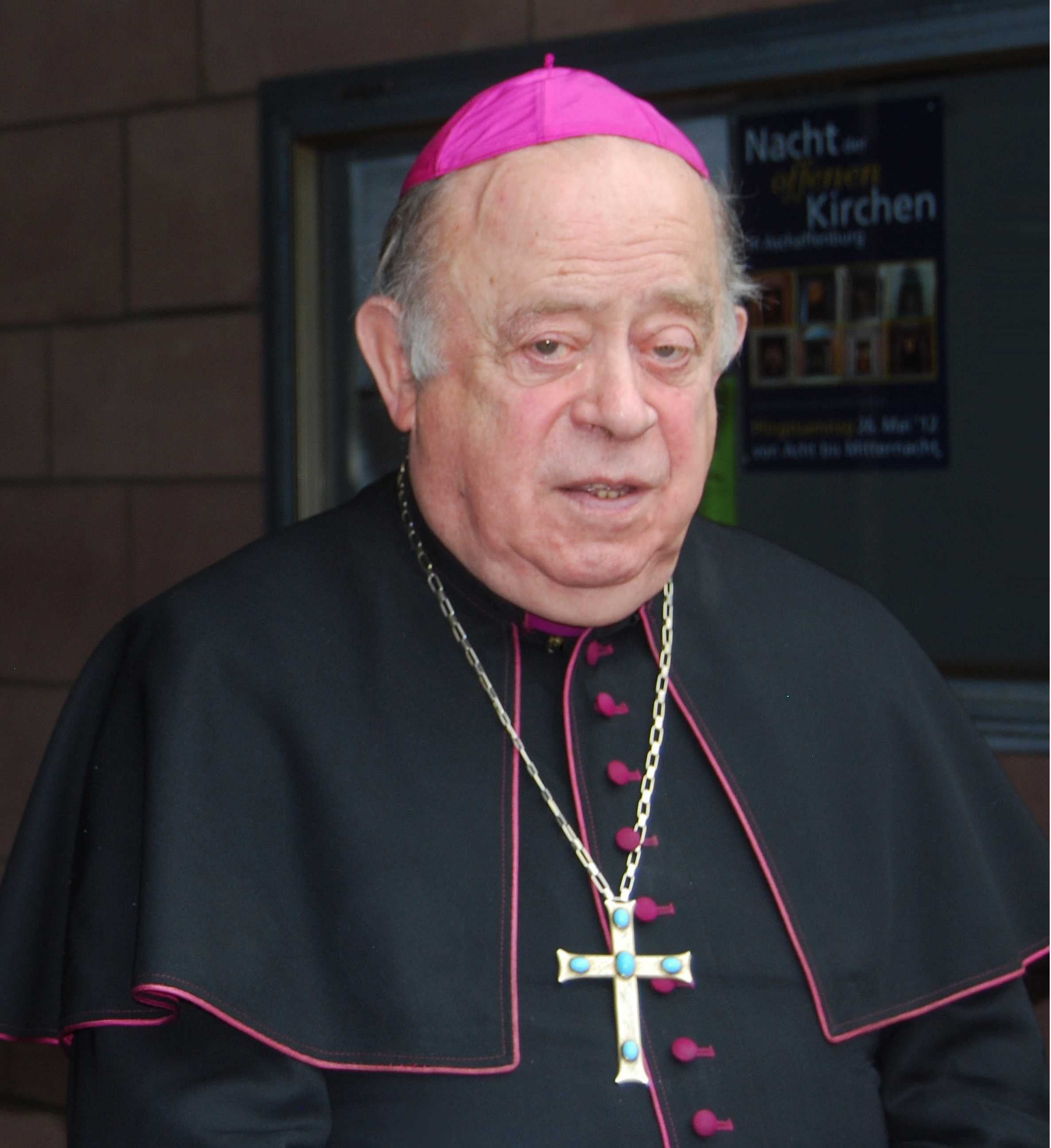
Paul-Werner Scheele (1928–2019)

- Scheele, Petrus (1623–1700), deutscher Geistlicher
- Scheele, Thomas von (* 1969), schwedischer Tischtennisspieler
- Scheele, Ulrich (* 1946), deutscher Journalist und Zeitschriftenverleger
- Scheele, Walter (1926–2016), deutscher Wirtschaftswissenschaftler, Hochschullehrer für Marketing
- Scheele-Müller, Ida von (1862–1933), deutsche Opernsängerin
- Scheelen, Alexander (* 1987), deutscher Fußballspieler
- Scheelen, Bernd (* 1948), deutscher Politiker (SPD), MdB und Bürgermeister
- Scheelen, Ernst Gottlob von (1726–1786), preußischer Generalmajor, Kommandeur des 1. Bataillons der Leibgarde
- Scheelen, Frank M. (* 1962), deutscher Autor
- Scheelhaase, Klaus (* 1919), deutscher Politiker (STATT Partei), MdHB
- Scheelhaase, Klaus (* 1932), deutscher Ingenieurwissenschaftler
- Scheelje, Reinhard (1926–2019), deutscher Kommunalpolitiker (FDP), stellvertretender Bürgermeister Burgdorfs und Heimatforscher

### Scheem
- Scheemakers, Peter (1691–1781), flämischer Bildhauer

### Scheen
- Scheen, Céline (* 1976), belgische Opernsängerin (Sopran)
- Scheen, Michiel (* 1963), niederländischer Jazz- und Improvisationsmusiker (Piano, Komposition)
- Scheen, Pieter A. (1916–2003), niederländischer Kunsthändler und Autor
- Scheen, Thomas (1965–2017), belgischer Journalist
- Scheen-Pauls, Daniel (* 1992), deutscher Politiker (CDU), MdL NRW
- Scheenaard, Lisa (* 1988), niederländische Ruderin
- Scheenstra, Sjoerd (* 1933), niederländischer Politiker der CHU und später des CDA

### Scheep
- Scheepers, Chanelle (* 1984), südafrikanische Tennisspielerin
- Scheepers, Rajah (* 1974), deutsche evangelische Theologin und HochschullehrerinRajah Scheepers (* 1974)

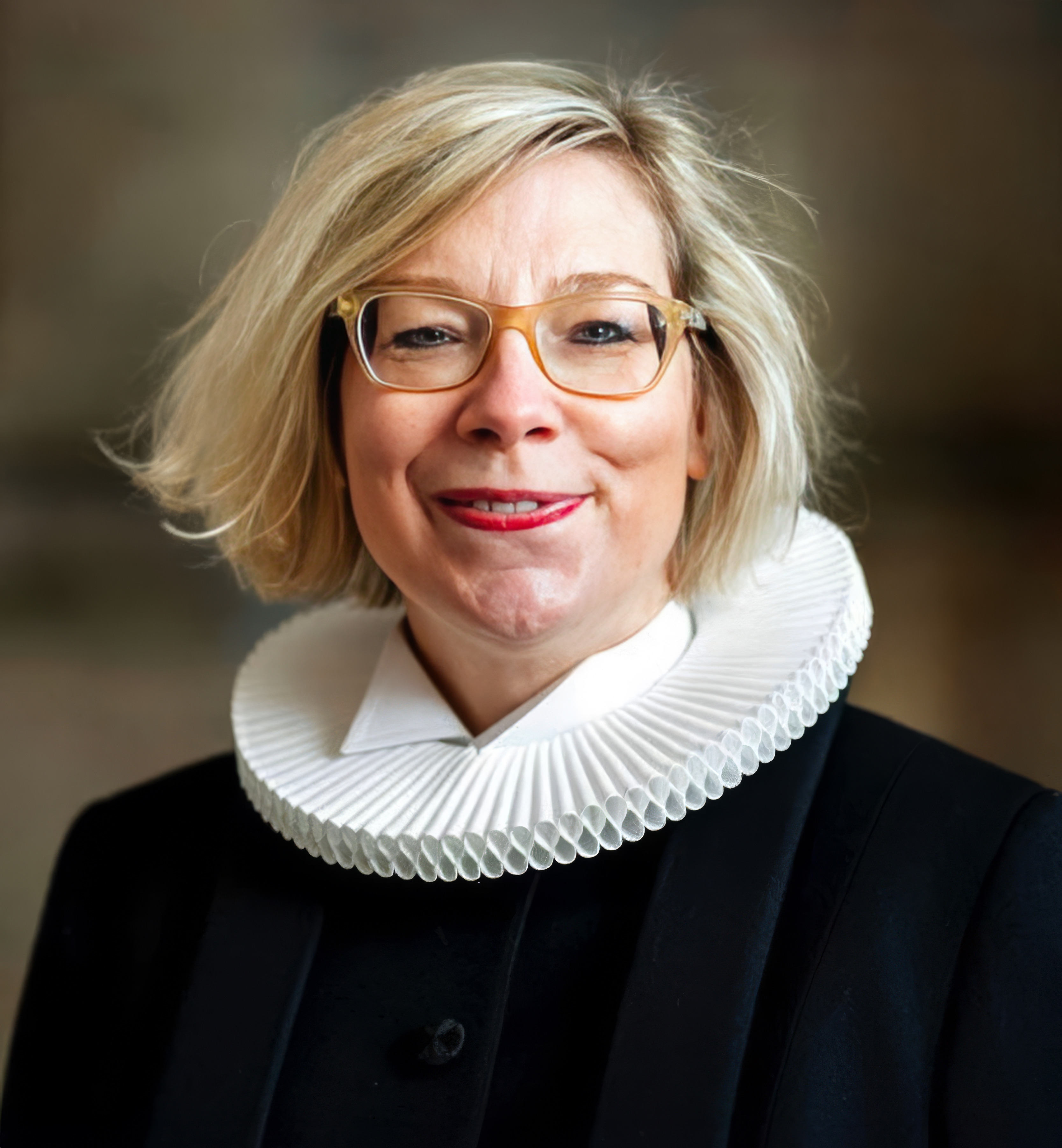
Rajah Scheepers (* 1974)

- Scheepers, Ralf (* 1965), deutscher Metal-Sänger
- Scheepers, Udo (1946–1986), deutscher Politiker (SPD), MdL
- Scheepers, Willy (* 1961), niederländisch-deutscher Fußballspieler und -trainer
- Scheepstra, Maartje (* 1980), niederländische Hockeynationalspielerin

### Scheer
- Scheer, Alexander (* 1976), deutscher Schauspieler und MusikerAlexander Scheer (* 1976)

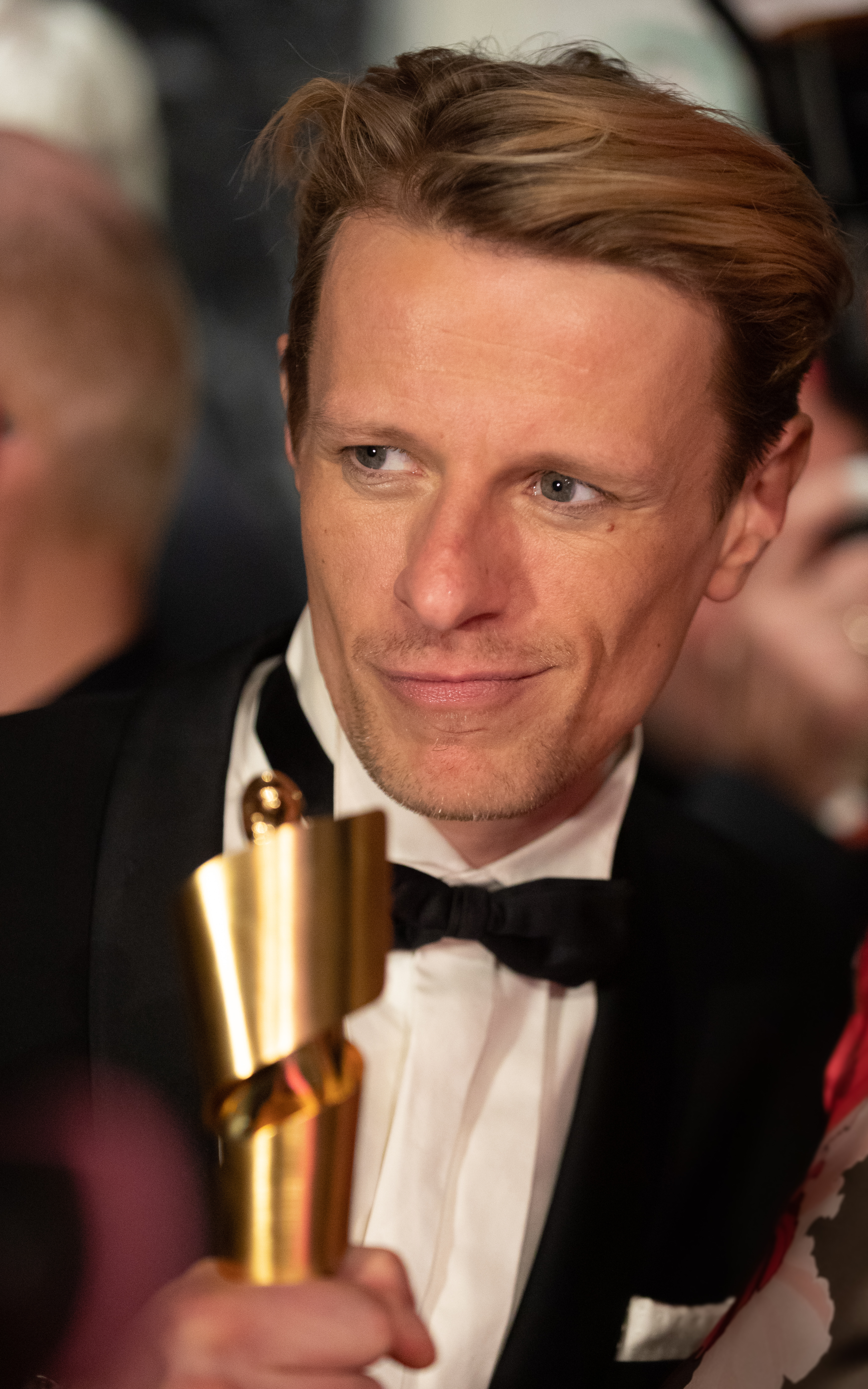
Alexander Scheer (* 1976)

- Scheer, Andrew (* 1979), kanadischer Politiker
- Scheer, August-Wilhelm (* 1941), deutscher Wirtschaftsinformatiker, Aufsichtsratsvorsitzender und Institutsdirektor an der Universität des Saarlandes
- Scheer, Bettina (* 1969), deutsche Musikpädagogin und Tanzpädagogin
- Scheer, Brigitte (* 1935), deutsche Philosophin
- Scheer, Diethelm (1909–1996), deutscher Ichthyologe, Hochschullehrer, kommunistischer Widerstandskämpfer gegen den Nationalsozialismus, Opfer der NS-Justiz und KZ-Häftling
- Scheer, Dolf van der (1909–1966), niederländischer Eisschnellläufer
- Scheer, Eduard (1840–1916), deutscher Klassischer Philologe und Gymnasiallehrer
- Scheer, Elke (* 1965), deutsche Physikerin und Hochschullehrerin
- Scheer, Ernst (1887–1960), Schweizer Maschinenbau-Unternehmer und Politiker
- Scheer, Eve (* 1977), deutsche Schauspielerin, Moderatorin und Rennfahrerin
- Scheer, François (1934–2024), französischer Diplomat
- Scheer, Franz (1917–1997), österreichischer Hotelier, Cafetier, Versicherungsangestellter und Politiker, Landtagsabgeordneter der Steiermark
- Scheer, Frederick (1792–1868), deutsch-britischer Kaufmann und Pflanzenliebhaber
- Scheer, Hartmut (1941–2025), deutscher Diplomat
- Scheer, Hermann (1855–1928), deutscher Verwaltungsjurist und Fachminister des Großherzogtums Oldenburg
- Scheer, Hermann (1944–2010), deutscher Politiker (SPD), MdBHermann Scheer (1944–2010)

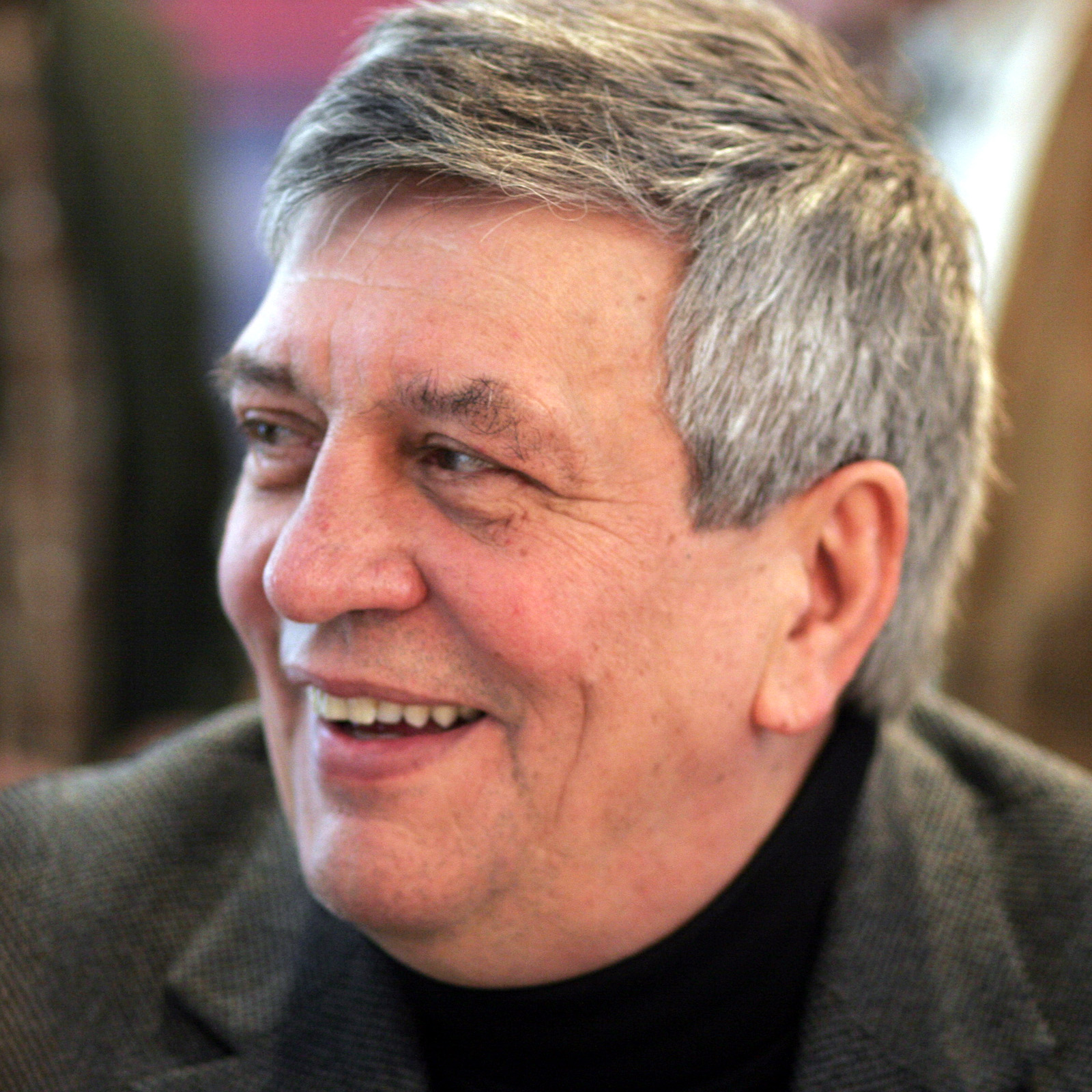
Hermann Scheer (1944–2010)

- Scheer, Ilse (1935–2007), österreichische Schauspielerin und Regisseurin
- Scheer, Jan (* 1975), deutscher Diplomat
- Scheer, Jens (1935–1994), deutscher Kernphysiker und Kernkraftgegner
- Scheer, Joachim (1927–2020), deutscher Bauingenieur
- Scheer, Karl-Herbert (1928–1991), deutscher Science-Fiction-Schriftsteller
- Scheer, Kathrin (* 1979), deutsche Songwriterin und Sängerin (Pop-Jazz)
- Scheer, Klaus (* 1950), deutscher Fußballspieler
- Scheer, Kurt (1888–1963), deutscher Kinderarzt
- Scheer, Manfred (* 1955), deutscher Chemiker und Hochschullehrer an der Universität Regensburg
- Scheer, Martin, österreichischer Musikproduzent
- Scheer, Mary (* 1963), US-amerikanische Schauspielerin
- Scheer, Max (1926–2000), deutscher Physiker und Hochschullehrer
- Scheer, Maximilian (1896–1978), deutscher Journalist und Schriftsteller
- Scheer, Michael, deutscher Verhaltensbiologe und Bioakustiker
- Scheer, Monique (* 1967), deutsch-amerikanische Kulturwissenschaftlerin
- Scheer, Nina (* 1971), deutsche Umwelt- und Energiepolitikerin (SPD), MdB
- Scheer, Paul (1889–1946), deutscher Polizeioffizier, zuletzt Generalleutnant der Polizei und SS-Gruppenführer im Zweiten Weltkrieg
- Scheer, Peer (* 1983), deutscher Basketballspieler
- Scheer, Pitty (1925–1997), luxemburgischer Radrennfahrer
- Scheer, Regina (* 1950), deutsche Autorin und Schriftstellerin
- Scheer, Reinhard (1863–1928), deutscher Admiral der Kaiserlichen MarineReinhard Scheer (1863–1928)

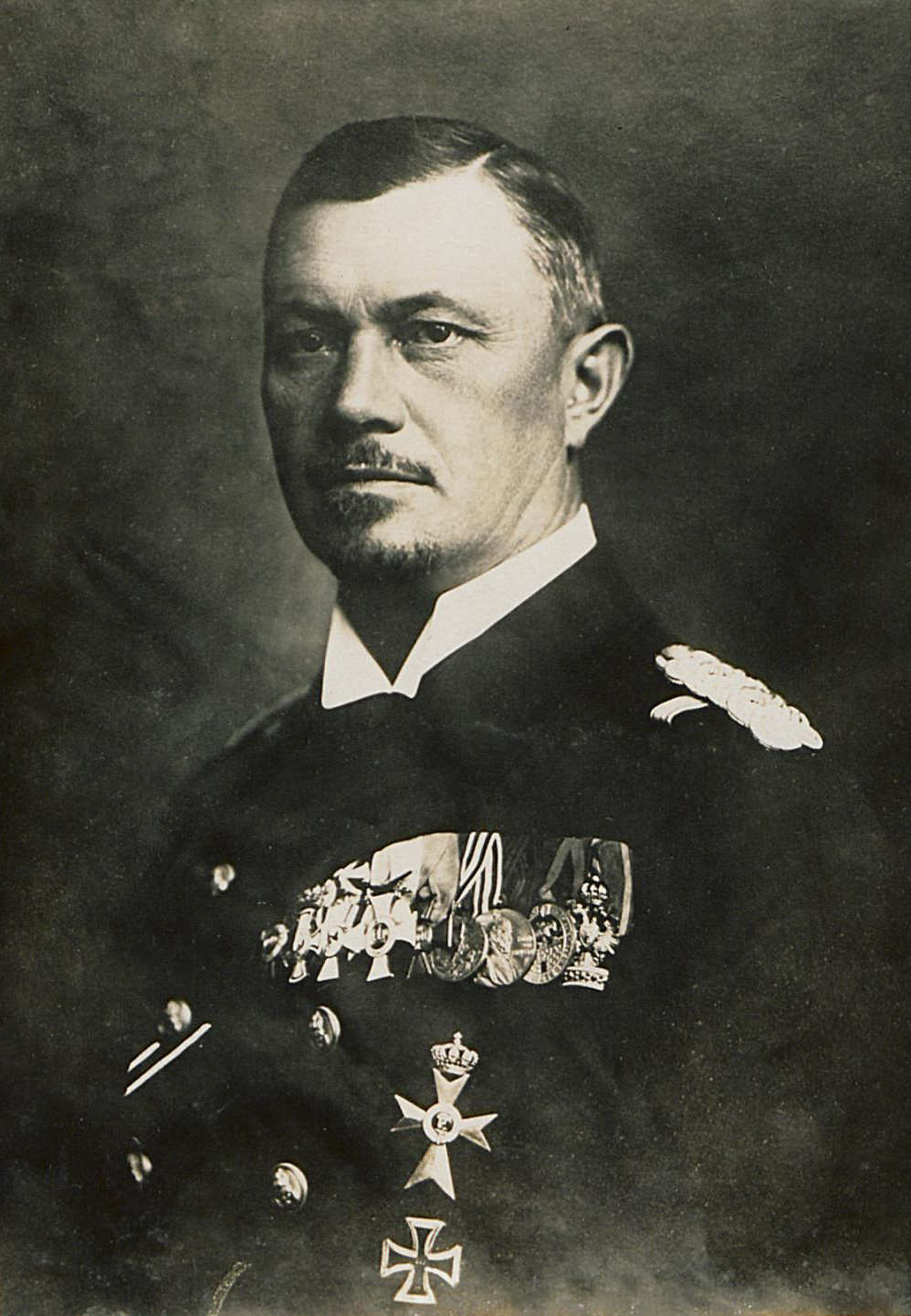
Reinhard Scheer (1863–1928)

- Scheer, Robert (* 1936), US-amerikanischer Journalist
- Scheer, Robert (* 1973), deutscher Schriftsteller
- Scheer, Roger P. (* 1934), US-amerikanischer Offizier, Generalmajor der US Air Force
- Scheer, Sandro (* 1978), deutscher Politiker (AfD)
- Scheer, Sar Adina (* 1994), deutsche Theater- und Filmschauspielerin
- Scheer, Tamara (* 1979), österreichische Historikerin
- Scheer, Tanja (* 1964), deutsche Althistorikerin und Hochschullehrer
- Scheer, Thorsten (* 1961), deutscher Kunsthistoriker
- Scheer, Udo (* 1951), deutscher Schriftsteller
- Scheer, Volker G. (* 1940), deutscher Kaufmann, Betriebswirt und Heimatforscher
- Scheer, Werner (1893–1976), deutscher Marineoffizier und Konteradmiral im Zweiten Weltkrieg
- Scheer, Wilhelm (1906–1944), deutscher Widerstandskämpfer, KPD-Mitglied und NS-Opfer
- Scheer-Pontenagel, Irm, deutsche Malerin, Geschäftsführerin und Herausgeberin
- Scheer-Schäzler, Brigitte (* 1939), österreichische Amerikanistin
- Scheerbart, Paul (1863–1915), deutscher Schriftsteller phantastischer Literatur und Zeichner
- Scheerbarth, Ruth (1921–1992), deutsche Schauspielerin, Regisseurin, Hörspiel- und Synchronsprecherin
- Scheere, Jan (1909–1977), belgischer Moderner Fünfkämpfer, Geologe und Hochschullehrer
- Scheeren, Ole (* 1971), deutscher ArchitektOle Scheeren (* 1971)

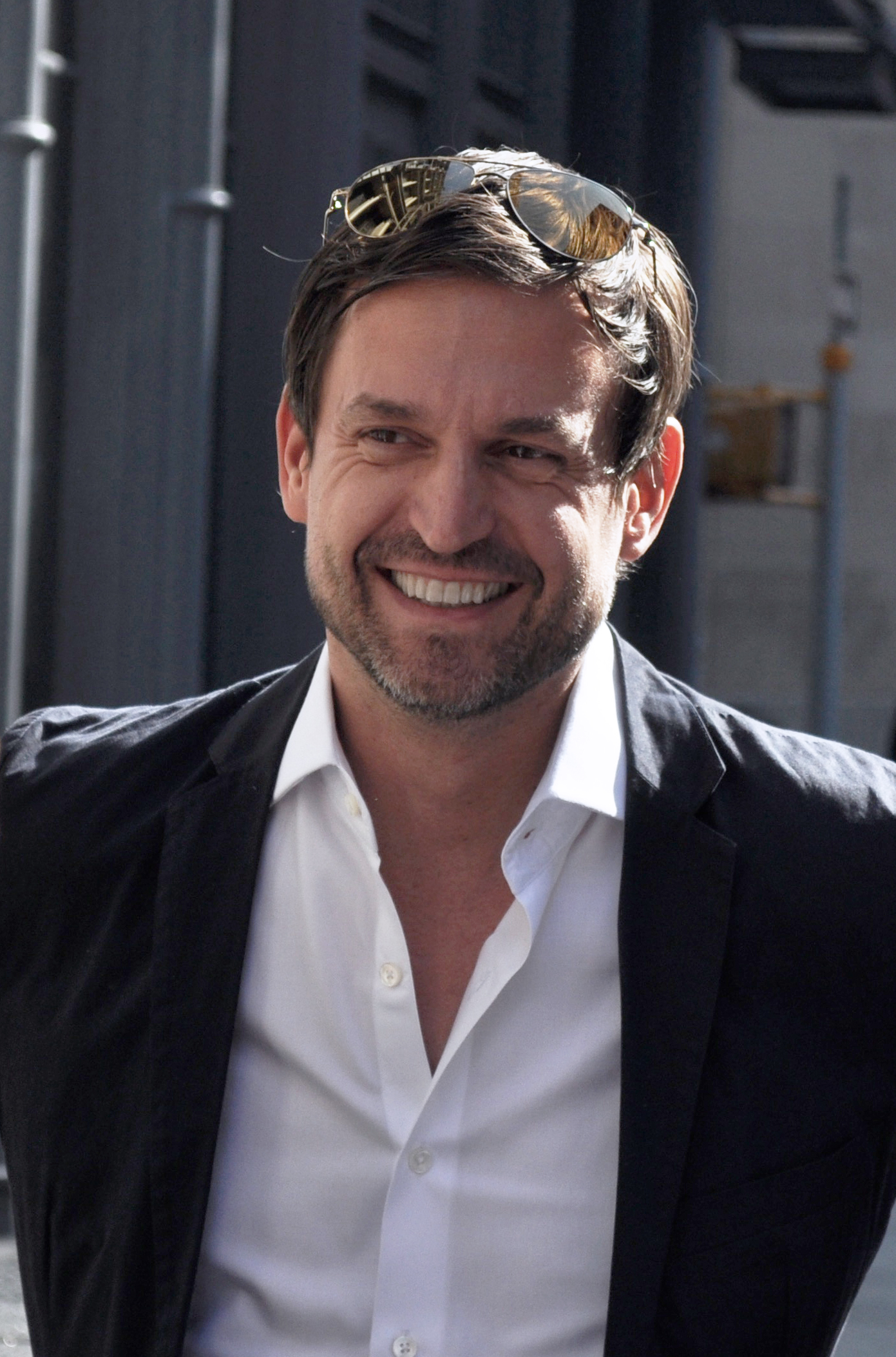
Ole Scheeren (* 1971)

- Scheerer, Aloysius Louis (1909–1966), US-amerikanischer Ordensgeistlicher und römisch-katholischer Bischof von Multan
- Scheerer, Artur (1901–1967), deutscher Politiker (SPD), MdL Rheinland-Pfalz
- Scheerer, Erwin (1905–1984), deutscher Bildhauer
- Scheerer, Hans Dieter (* 1958), deutscher Jurist und Politiker (FDP), MdL
- Scheerer, Harald (1920–2011), deutscher Fernsehmoderator und Hochschullehrer, Professor für angewandte Rhetorik, Rhetorikseminarleiter und Buchautor
- Scheerer, Ingeborg, deutsche Violinistin
- Scheerer, Jana (* 1978), deutsche Journalistin, Schriftstellerin und Buch-Rezensentin
- Scheerer, Joachim Gottfried Wilhelm (1772–1826), deutscher Schriftsteller
- Scheerer, Johann (* 1982), deutscher Schriftsteller, Musiker und MusikproduzentJohann Scheerer (* 1982)

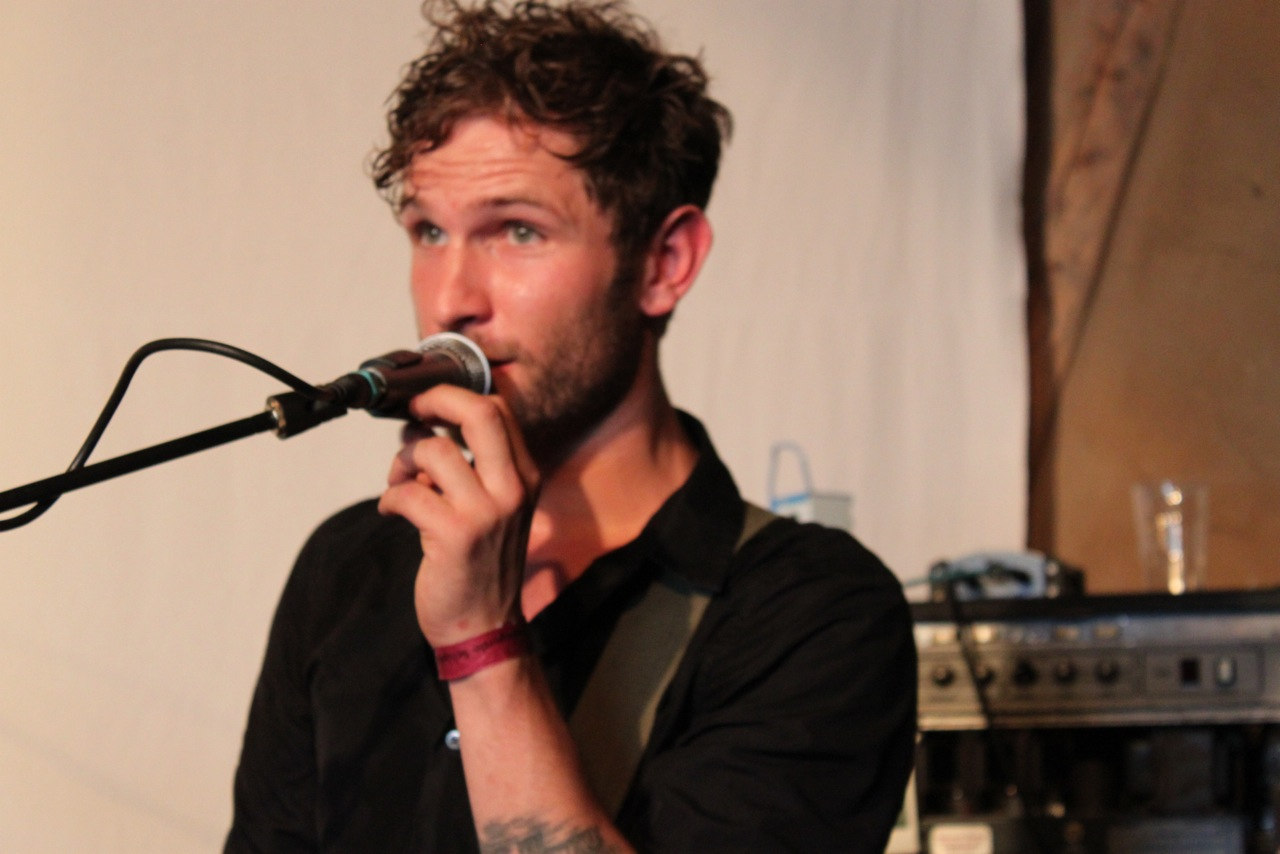
Johann Scheerer (* 1982)

- Scheerer, Peter (* 1973), deutscher Regisseur, Produzent und Drehbuchautor
- Scheerer, Reinhard (* 1953), deutscher evangelisch-lutherischer Theologe und Autor
- Scheerer, Richard (1887–1982), deutscher Augenarzt und Hochschullehrer
- Scheerer, Robert (1882–1956), deutscher Landrat
- Scheerer, Robert (1929–2018), US-amerikanischer Regisseur, Filmproduzent und Schauspieler
- Scheerer, Roland (* 1974), deutscher Schriftsteller, Poetry-Slammer und Fotograf
- Scheerer, Sebastian (* 1950), deutscher Kriminologe, Soziologe und Hochschullehrer
- Scheerer, Theodor (1813–1875), deutscher Chemiker, Geologe und Mineraloge
- Scheerer, Thomas Eugen (* 1949), deutscher Marineoffizier, Historiker und Museumsleiter
- Scheerer, Thomas M. (1949–2009), deutscher Romanist, Hispanist, Literatur- und Sprachwissenschaftler, Hochschullehrer
- Scheerer, Walter, deutscher landwirtschaftlicher Fachberater
- Scheeres, Hendricus Johannes (1829–1864), niederländischer Genremaler und Lithograf
- Scheeres, Sandra (* 1970), deutsche Politikerin (SPD), MdA, Senatorin
- Scheerhoorn, Blake (* 1995), kanadischer Volleyballspieler
- Scheermann, Paul (* 1949), deutscher Fußballspieler
- Scheermesser, Frank (* 1958), deutscher Wirtschaftsberater und Politiker (AfD)
- Scheerpeltz, Otto (1888–1975), österreichischer Entomologe
- Scheerre, Herman, deutscher oder niederländischer Maler, tätig in England
- Scheers, Willy (* 1947), belgischer Radrennfahrer
- Scheerschmidt, Claudia (* 1964), deutsche Politikerin (SPD), Bürgermeisterin und MdL Thüringen
- Scheerschmidt, Rainer, deutscher Politiker (VIBT)

### Schees
- Scheeser, Julia (* 1997), deutsche Sängerin und Synchronsprecherin
- Scheeser, Petra (* 1966), deutsche SängerinPetra Scheeser (* 1966)

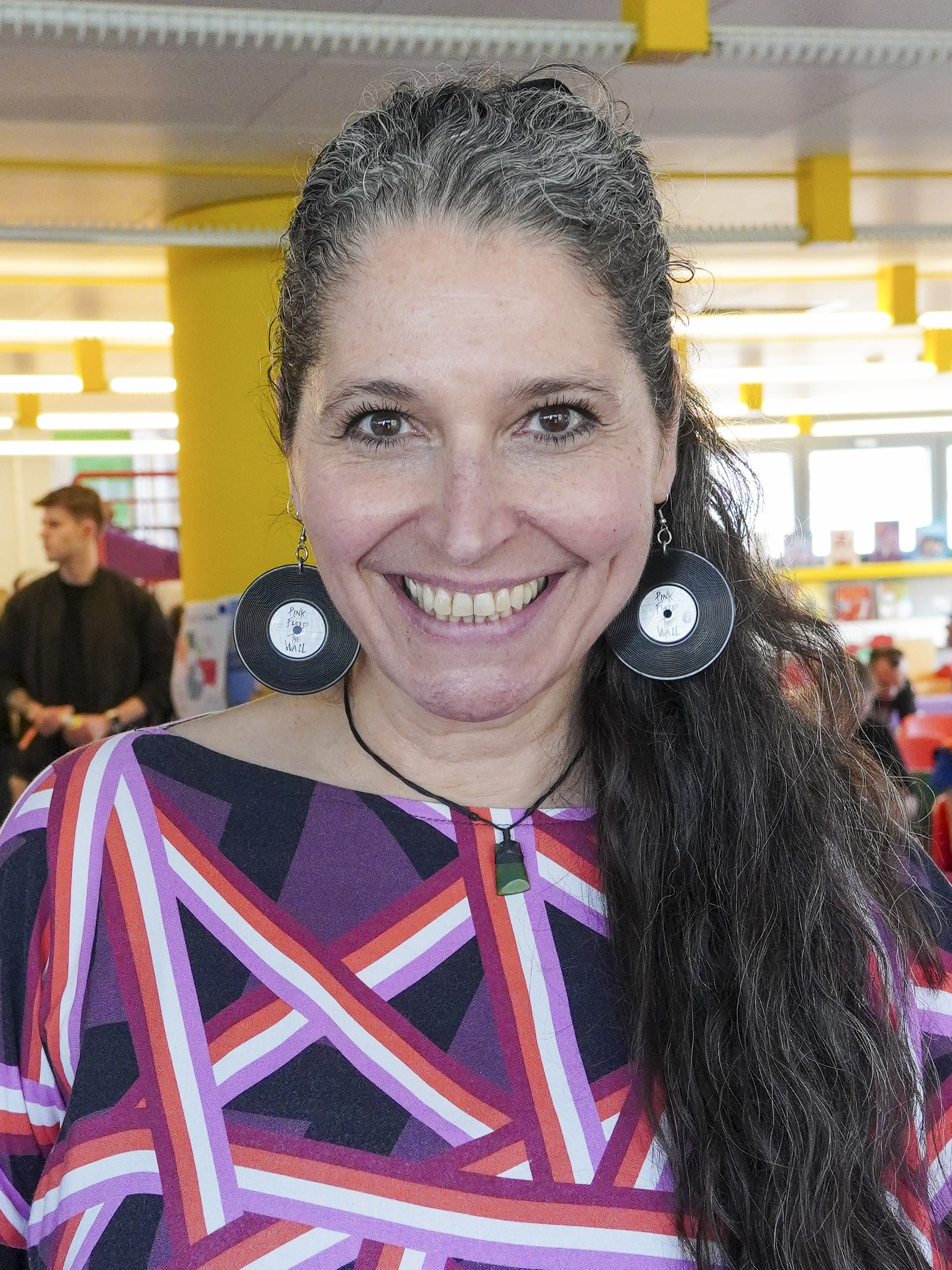
Petra Scheeser (* 1966)

### Scheet
- Scheetz, Ludwig (* 1986), deutscher Politiker (SPD), MdL

### Scheew
- Scheewe, Ludwig (1898–1948), deutscher Kunsthistoriker